# ダニエラ・ブライチ
ダニエラ・ブライチ（Daniela Bulaich、1997年9月5日 - ）は、アルゼンチンのバレーボール選手。ポジションはアウトサイドヒッター。アルゼンチン代表。表記の揺れでダニオラ・ブライチと記されることがある。

## 来歴
- クラブチーム

アベジャネーダ出身。2013年、Boca Juniorsに入団。4年間プレーし、アルゼンチン国内リーグで優勝2回、準優勝1回の成績を残した。2018年、CA San Lorenzoへ移籍し、3年間プレーした。2020年の南米クラブ選手権では銅メダルを獲得し、ベストアウトサイドヒッター賞を受賞した。2020/21シーズンのアルゼンチン国内リーグでは優勝に導き、自身はMVPに選ばれた。2021/22シーズンはイタリアセリエA2のPallavolo Sicilia Cataniaでプレーした。2022年、セリエA2のVolley Hermaea Olbiaへ移籍し1年間プレーした。2023年、Albese Volleyへ移籍し、2023/24シーズンのセリエA2リーグに出場した。2024年5月、Helvia Recina Volley Macerataとの契約に合意し、2024/25シーズンのセリエA2リーグでは準優勝を果たした。
- 代表チーム

アンダーカテゴリーの代表として2014年、U-20南米選手権に出場し銅メダルを獲得。2016年、U-23パンアメリカンカップに出場し銀メダルを獲得した。2017年、U-23世界選手権に出場した。2019年、シニア代表に初選出され、同年の南米選手権、ワールドカップに出場した。2021年、東京五輪に出場した。同年の南米選手権に出場し銅メダルを獲得し、ベストアウトサイドヒッター賞を受賞した。2022年、世界選手権に出場した。2023年9月、パリ五輪予選に出場した。

## 球歴
- オリンピック - 2021年
- 世界選手権 - 2022年
- ワールドカップ - 2019年
- オリンピック予選 - 2019年、2023年
- 南米選手権 - 2021年、2023年
- チャレンジャーカップ - 2019年、2024年

## 受賞歴
- 2020年　南米クラブ選手権　ベストアウトサイドヒッター賞
- 2021年　2020/21アルゼンチン国内リーグ　MVP
- 2021年　南米選手権 ベストアウトサイドヒッター賞

## 所属クラブ
- Boca Juniors（2013-2017年）
- CA San Lorenzo（2018-2021年）
- Pallavolo Sicilia Catania（2021-2022年）
- Volley Hermaea Olbia（2022-2023年）
- Albese Volley（2023-2024年）
- Helvia Recina Volley Macerata（2024年-）

## 脚部
1. ↑  “[https://wc2019.jva.or.jp/team/women/arg.html 出場チーム
アルゼンチンアルゼンチン［3大会連続6回目］]” (2019年9月14日). 2025年5月25日閲覧。
2. ↑  “SERIE A2/F: E’ L’ARGENTINA DANIELA BULAICH IL QUARTO NUOVO ARRIVO ALLA CBF BALDUCCI” (2024年5月29日). 2025年5月25日閲覧。
3. ↑  “BULAICH SIMIAN Daniela” (2021年7月26日). 2025年5月25日閲覧。